# Sesamothamnus
Sesamothamnus Welw., 1869 è un genere di piante angiosperme appartenenti alla famiglia delle Pedaliaceae. È l'unico genere della tribù Sesamothamneae Ihlenf., 1967.

## Etimologia
Il nome del genere è formato da due parole "sesamo" (= Sesamum L.) e "thamnus" (= simile ad un arbusto) che insieme significano "arbusto simile al Sesamo". Il nome scientifico del genere è stato definito dall'esploratore austriaco Friedrich Martin Josef Welwitsch (1806 – 1872) nella pubblicazione "Transactions of the Linnean Society of London. London - 27(1): 49, t. 18. 1869" del 1869. Il nome scientifico della tribù è stata definita dal botanico contemporaneo Hans-Dieter Ihlenfeldt (1932-) nella pubblicazione "Mitteilungen aus dem Staatsinstitut für Allgemeine Botanik in Hamburg - 12: 75. 1967" del 1967.

## Descrizione

### Portamento
Il portamento delle specie di questo genere è arbustivo oppure è arboreo (altezza massima 5 metri). I tronchi e i rami principali sono ascendenti con superficie liscia, inoltre possono essere rigonfi alla base, corti o lunghi.

### Foglie

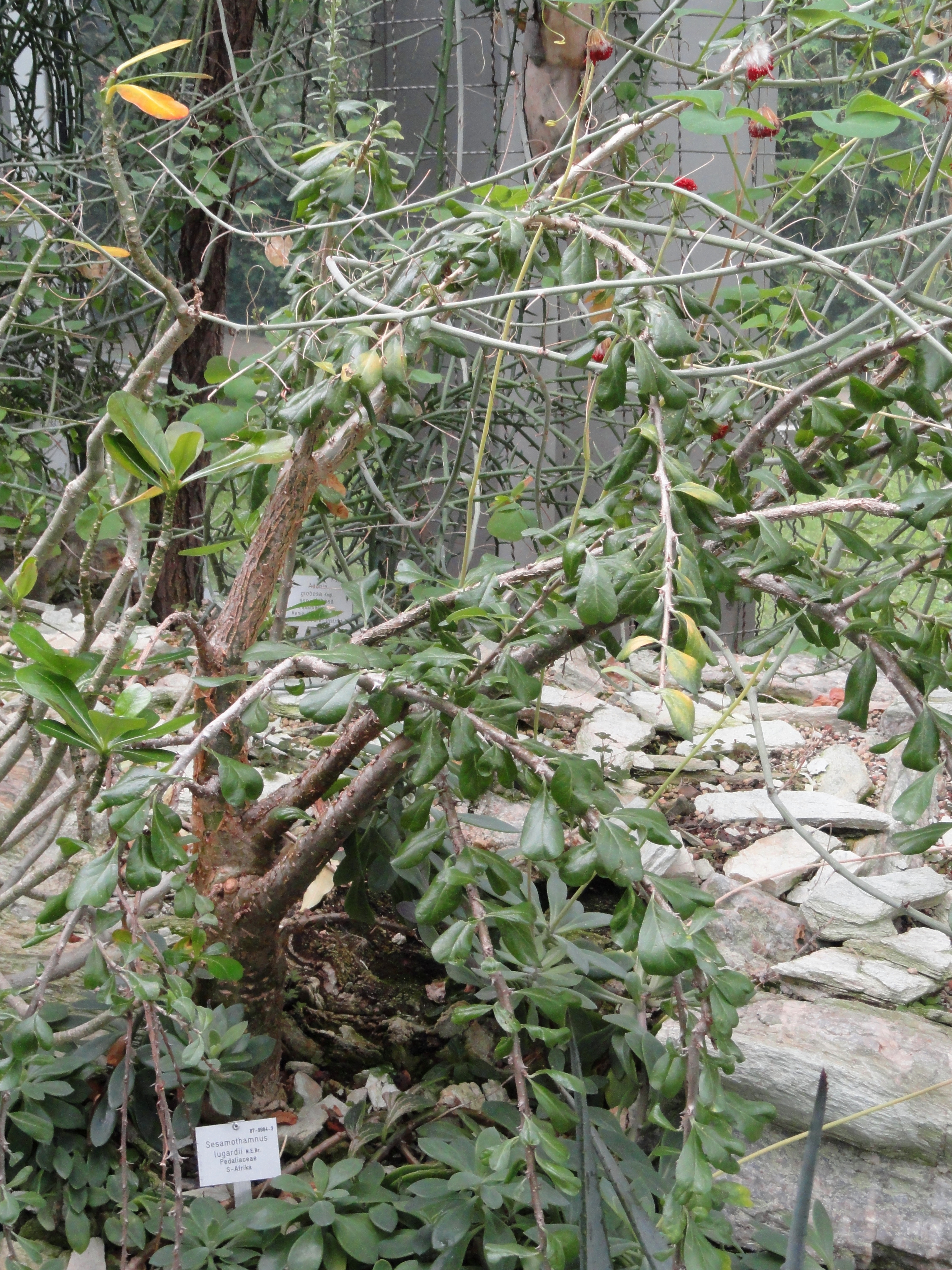
Le foglie
Sesamothamnus lugardii

Le foglie, ridotte, sono picciolate, decidue e disposte in modo alterno con lamine intere a forma obovata; i piccioli sono persistenti e si sviluppano in spine. Alle ascelle dei rami sono presenti spine e foglie quasi sessili. Le foglie non sono succulente e sono prive di stipole.

### Infiorescenze

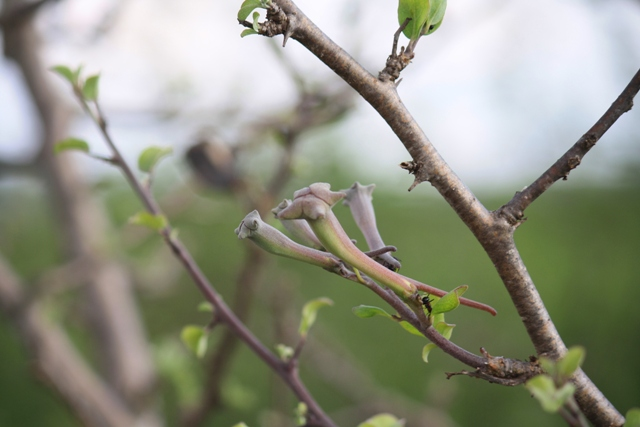
Infiorescenza
Sesamothamnus rivae

Le infiorescenze sono formate da pochi grandi fiori raccolti in racemi. I fiori sono pedicellati.

### Fiori
I fiori sono ermafroditi, zigomorfi e tetraciclici (ossia formati da 4 verticilli: calice– corolla – androceo – gineceo) e pentameri (i verticilli del perianzio hanno 5 elementi). I fiori sono ipogini.
- Formula fiorale:

x K (5), [C (5), A 2+2], G (2), supero, capsula.
- Il calice di norma è formato da 5 elementi (sepali) subuguali concresciuti alla base (calice gamosepalo). Il lobo posteriore è più piccolo.

- La corolla gamopetala è lungamente tubolosa con forme da cilindriche o strettamente imbutiformi, diritta o curvata, e termina con 5 lobi più o meno uguali, interi o raramente frangiati.  Alla base è presente uno sperone. I colori sono bianco, roseo, giallo o crema.

- L'androceo è formato da 4 stami didinami fertili e un quinto ridotto ad un piccolo staminoide; tutti gli stami sono in posizione epipetala e inclusi all'interno della corolla. I filamenti sono adnati alla corolla (vicino alla gola del tubo corollino). Le antere sono basifisse. Le teche sono 2 ed hanno delle forme oblunghe e non sono divergenti. La deiscenza delle antere è longitudinale. La morfologia del polline è tetradico. Il disco nettarifero è ipogino.

- Il gineceo è bicarpellare (sincarpico - formato dall'unione di due carpelli connati) ed ha un ovario supero tetraloculare.  La placentazione è assile. I loculi spesso sono parzialmente o completamente divisi da falsi setti, contenente da uno a più ovuli attaccati centralmente alla placenta. Gli ovuli sono pendenti o ascendenti e sono numerosi per ogni loculo e hanno un solo tegumento e sono tenuinucellati (con la nocella, stadio primordiale dell'ovulo, ridotta a poche cellule).[9] Lo stilo è filiforme e unico inserito all'apice dell'ovario con stigma in genere bifido (lo stilo sovrasta gli stami).

### Frutti

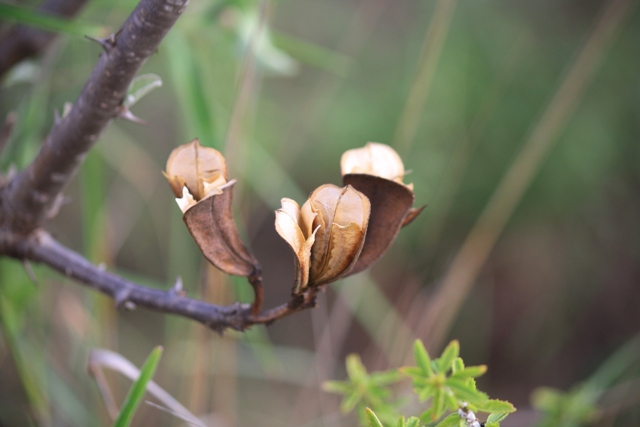
I frutti
Sesamothamnus rivae

I frutti sono delle capsule loculicide legnose e compresse ai lati. Sono privi di emergenze. La deiscenza può essere incompleta. I semi sono numerosi con forme obovate compresse e ampie alati membranose; contengono sostanze oleaginose.

## Biologia
Le specie di questo raggruppamento si riproducono per impollinazione tramite insetti, soprattutto farfalle (impollinazione entomogama) o il vento (impollinazione anemogama).
La dispersione dei semi avviene inizialmente a causa del vento (dispersione anemocora); una volta caduti a terra sono dispersi soprattutto da insetti tipo formiche (mirmecoria).

## Distribuzione e habitat
La distribuzione delle specie di questo genere è relativa all'Africa orientale e meridionale.
Gli habitat variano da tropicali a subtropicali.

## Tassonomia
La famiglia Pedaliaceae comprende 11 generi con circa 90 specie con una distribuzione cosmopolita. La tribù Sesamothamneae (contenente il genere Sesamothamnus) è una delle tre tribù nella quale è divisa la famiglia.

### Filogenesi
Alcuni caratteri di questo genere lo accomunano alla famiglia Bignoniaceae, ma a causa dei peli mucillaginosi lo allontanano decisamente. In effetti questo genere occupa una posizione isolata nell'ambito della famiglia Pedaliaceae (tra la tribù Pedalieae e la tribù Sesameae - con quest'ultima è "gruppo fratello"). Caratteri particolari per questo gruppo sono: il polline tetradico, la presenza di spine e ramificazioni corte. Degno di nota è l'impollinazione tramite farfalle e falene.

### Specie
Il genere comprende le seguenti specie:
- Sesamothamnus benguellensis Welw., 1869
- Sesamothamnus busseanus Engl., 1902
- Sesamothamnus guerichii (Engl.) E.A.Bruce, 1953
- Sesamothamnus leistneri P.Craven ex Swanepoel & A.E.van Wyk
- Sesamothamnus lugardii N.E. Br., 1906
- Sesamothamnus rivae Engl., 1897